# Laylat al-Qadr

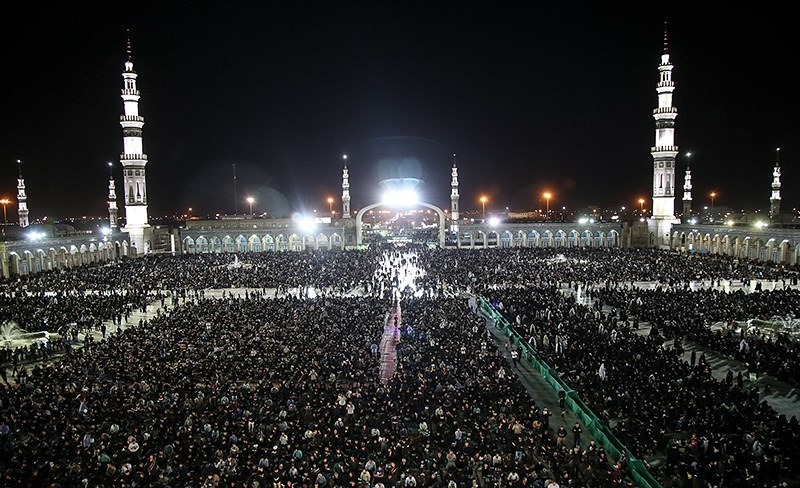
Iranier högtidlighåller qadr-natten vid Jamkaran-moskén.

Laylat al-qadr (arabiska: لیلة القدر, ”allmaktens natt”, ”ödesnatten”, ”kraftens natt” eller ”härlighetens natt”) är, enligt Koranens sura 97, den natt då den första uppenbarelsen kom till profeten Muhammed genom ärkeängeln Gabriel. Den tros infalla natten till den 27:e ramadan enligt sunnimuslimer och den 23:e samma månad enligt shiamuslimer.
”SE, Vi har uppenbarat denna [heliga Skrift] under Allmaktens Natt. Och vad kan låta dig förstå vad Allmaktens Natt betyder Allmaktens Natt är mera värd än tusen månader, då stiger änglarnas härskaror och Anden ned med sin Herres tillstånd för [att utföra] alla [Hans] uppdrag. Den [Natten andas] fred till dess dagen gryr!„
Exakt vilken dag i ramadan som laylat al-qadr inföll är inte känt. Baserat på tradition (hadither) tros den ha infallit under en natt med udda datum under den senare tredjedelen av månaden, det vill säga de tio sista dagarna. Det är då vanligt att muslimer befinner sig i moskén denna natt och ber och mediterar över Guds storhet. Detta då sura 97 understryker just denna natts betydelse.